# Diálogos de apacible entretenimiento
El libro Diálogos de apacible entretenimiento, de Gaspar Lucas Hidalgo, fue publicado a finales de 1603 o principios del año siguiente.
Se le conoció también por su subtítulo Carnestolendas de Castilla.
Obra de entretenimiento, muy popular en el siglo XVII y siguientes, entre 1605 y 1618 se hicieron al menos 8 ediciones antes de que fuera prohibido por la Inquisición e incluido en el Índice de libros prohibidos.
Su propósito era hacer de ella una obra de simple pasatiempo, alegre y picante, ambientada, por contraste, en la más grave y austera de las ciudades castellana, Burgos.
Dos matrimonios y un truhan de oficio son los únicos interlocutores de los tres diálogos que se desarrollan en las tres noches de carnestolendas. El censor Tomás Gracián Dantisco en 1603 aprueba el libro "enmendado el original como va", sin duda con manga ancha, por lo desvergonzado del lenguaje y las inmundicias escatológicas que contiene. Es un libro de los más sucios y groseros que existen en castellano; pero lo es con gracia. Sin embargo, el hecho de que la mayoría de las gracias desacrediten a los estamentos poderosos del clero y la nobleza obliga a pensar que el autor era un pseudónimo y pudo ocultar en su obra un subrepticio carácter satírico y anticlerical.